# Philibert-Louis Debucourt

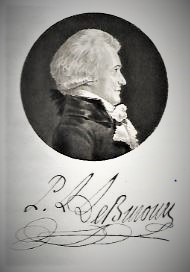
Porträt von Philibert-Louis Debucourt

Philibert-Louis Debucourt (* 13. Februar 1755 in Paris; † 22. September 1832 ebenda) war ein französischer Maler und Kupferstecher.
Philibert-Louis Debucourt zählt neben Janinet zu den bedeutendsten Farbstechern seiner Zeit. Seine Ausbildung erhielt er bei Joseph-Marie Vien. Während er in seiner Anfangszeit von 1780 bis 1785 Szenen aus dem bürgerlichen Leben in kleinem Format darstellte, widmete er sich danach vollständig dem Farbstich. Seinen Farbstichen, welche „in ihrer Färbung hell und zart an bemaltes Porzellan erinnern“, wird eine besonders hohe Bedeutung zugemessen. Seine besten Werke sind „meisterhaft gestochen und in ihrer fein charakterisierenden Art wertvolle und amüsante Sittendarstellungen des Pariser Lebens zur Zeit des Directoire“. Gegen Ende seiner Schaffenszeit nimmt seine künstlerische Leistung an Qualität ab und er fertigt überwiegend auf anderen Künstlern basierende Werke an. Vor allem arbeitet er nach Vorlagen Claude Joseph Vernets.
Es sind über 558 Werke von ihm nachweisbar. Zu seinen bekanntesten Werken zählen Les deux baisers (1876), Le menuet de la mariée (1786), L’escalade ou les adieux du matin (1787), La Noce au Chateau (1789), La Rose mal defendue (1791), La promenade publique, (1791) sowie La galerie du Palais Royal. Café Frascati.

## Werke (Auswahl)

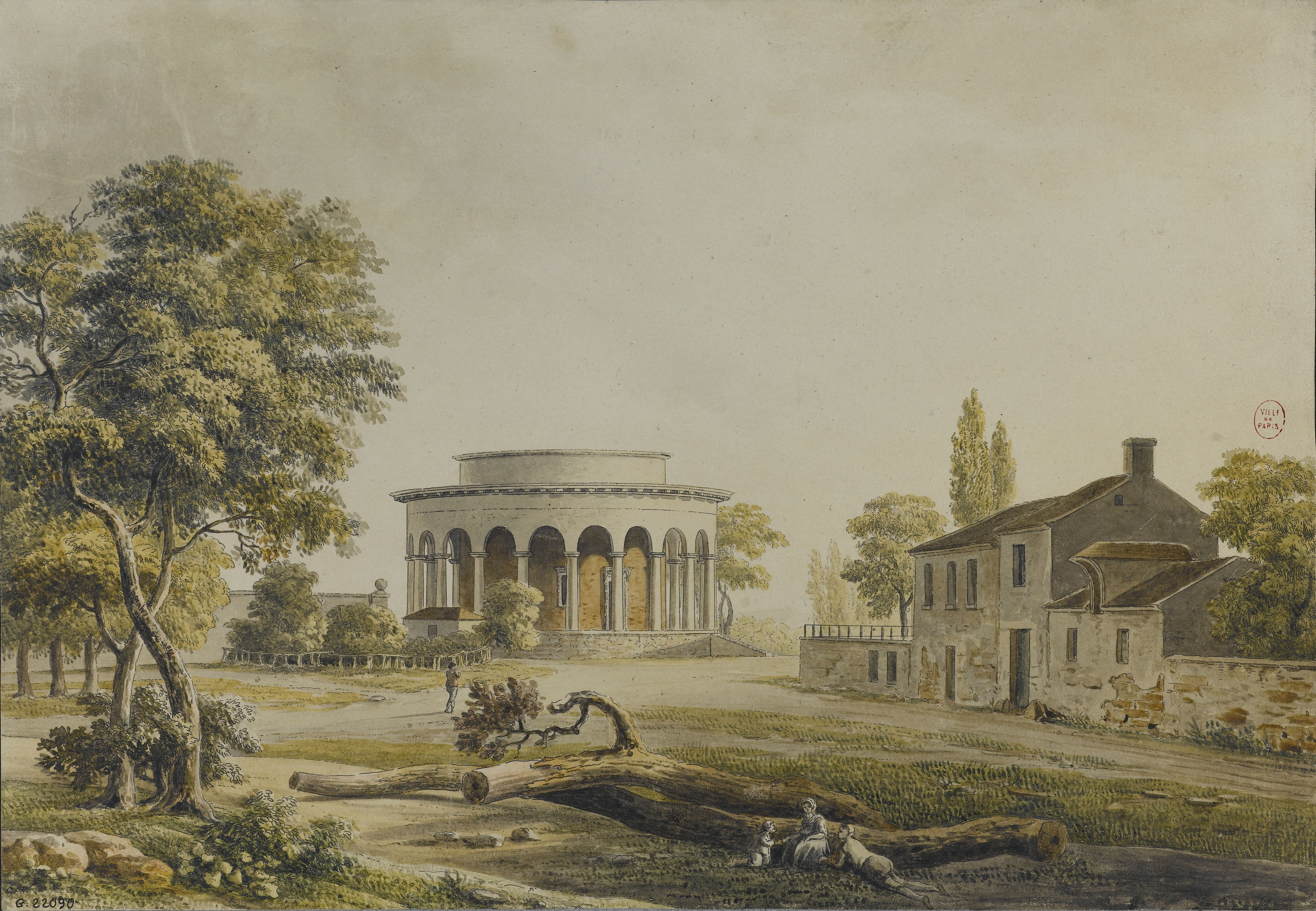
Barrière de Reuilly, 1808 nach Palaiseau
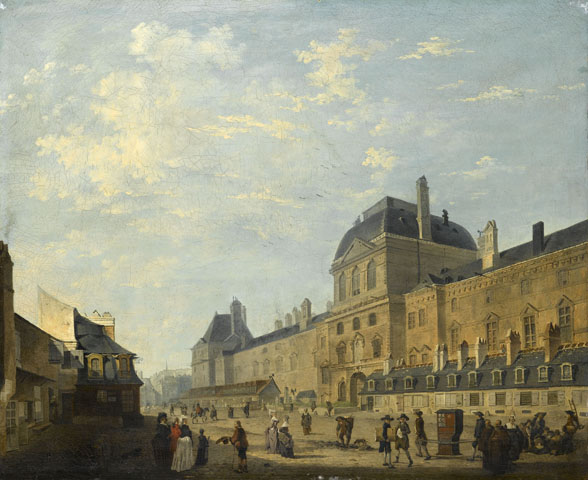
La Façade du Louvre avec le Pavillon de l’Horloge, vue de la Fromenteau
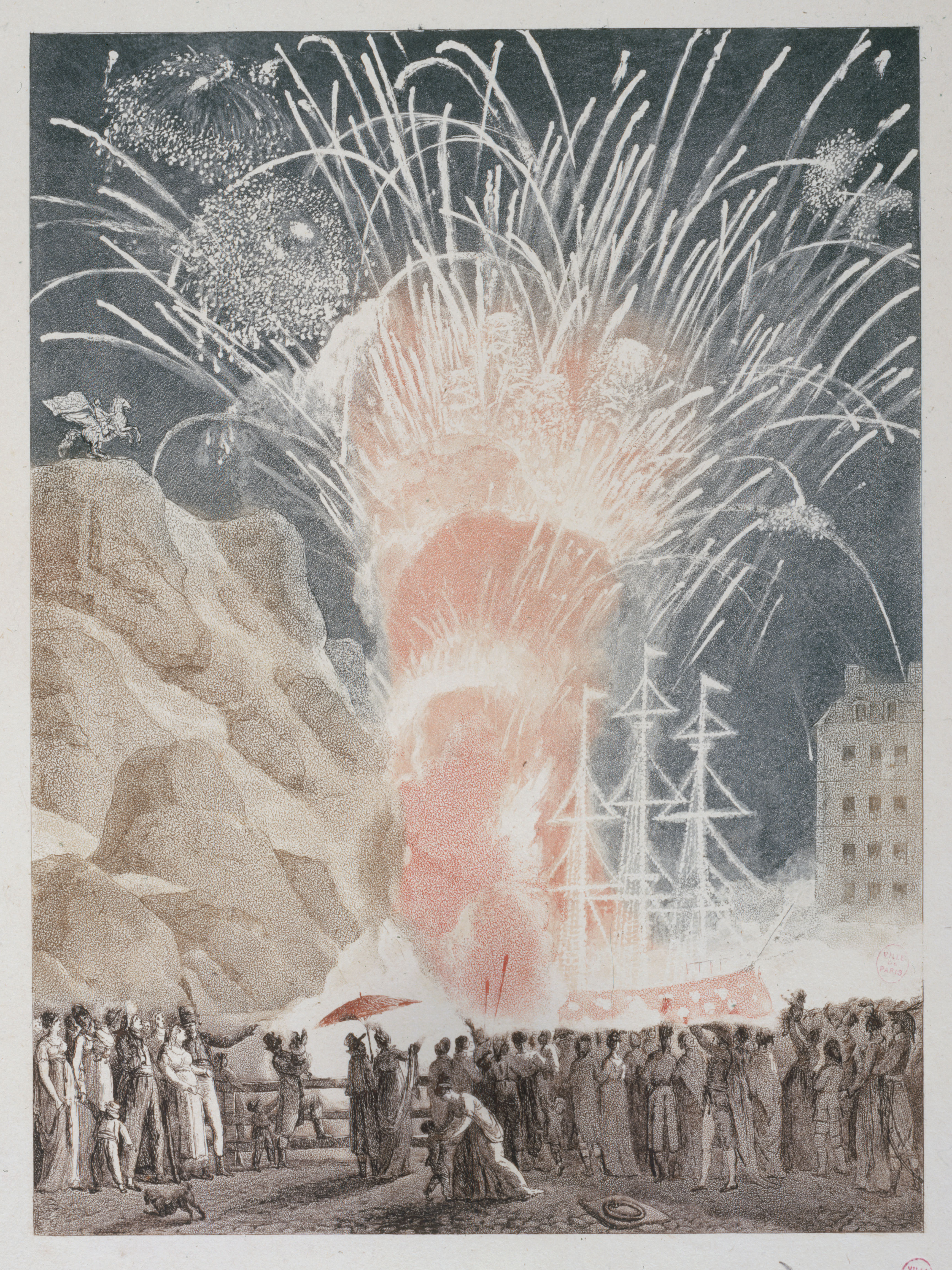
Feu d’artifice pour les fêtes du sacre et du couronnement, 1804
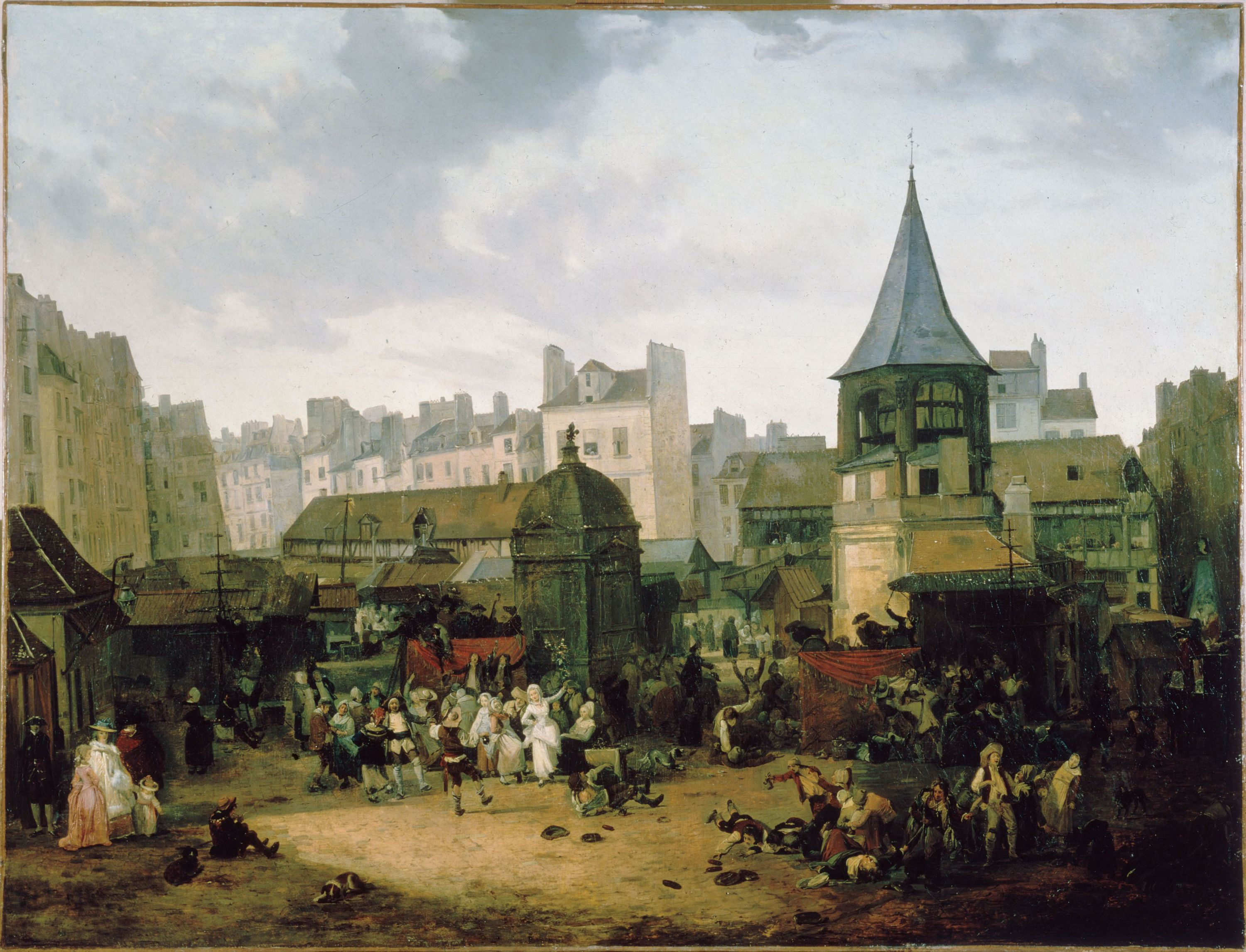
Réjouissances données par la ville de Paris aux Halles, 1782
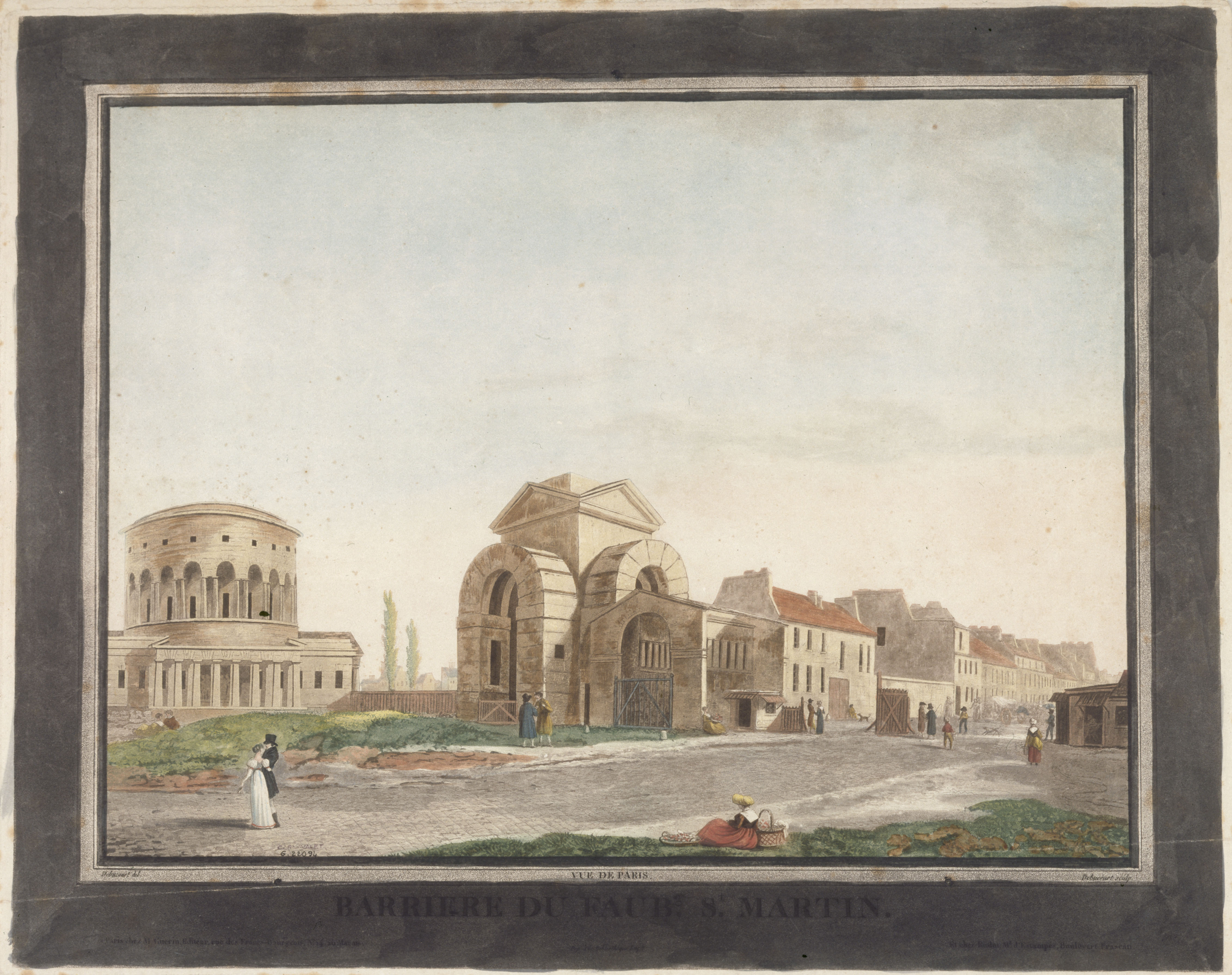
Vue de Paris. Barrière du Faubourg Saint-Martin, 1808

Debucourts Werke sind unter anderem im Louvre in Paris ausgestellt. Sie werden dem Rokokostil zugeordnet.